# Didgori
Didgori (gruz. დიდგორი) je planina čiji se vrh nalazi na 1647 m nadmorske visine, a koja je smještena oko 40 km zapadno od glavnog grada Gruzije. Pripada istočnom dijelu gorja Trialetija, koje predstavljao dio Malog Kavkaza. Najpoznatija je kao mjesto velike bitke u kojoj je gruzijski kralj David IV. uništio seldžučku vojsku, 12. kolovoza 1121. Početkom 1990-ih je na njoj izgrađen monumentalni spomenik tom događaju.
Po planini je 2011. ime dobio gruzijski oklopni transporter.